# Pucioasa
Pucioasa (pronunciació en romanès: [puˈt͡ʃjo̯asa]) és una ciutat del comtat de Dâmbovița, Muntènia (Romania). Administra sis pobles: Bela, Diaconești, Glodeni, Malurile, Miculești i Pucioasa-Sat.
La ciutat es troba al curs mitjà del riu Ialomița, 21 km al nord de Târgoviște, a la zona central i muntanyosa del comtat, 81 km del seu límit sud i 42 km del seu límit nord.
La ciutat té 14.254 habitants segons un cens del 2011.

## Història
El nom de la ciutat data del 20 de setembre de 1649, quan es va esmentar en un document com a "Piatra Pucioasă" (que significa Brimstone, en referència als recursos de sofre propers).

## Referències

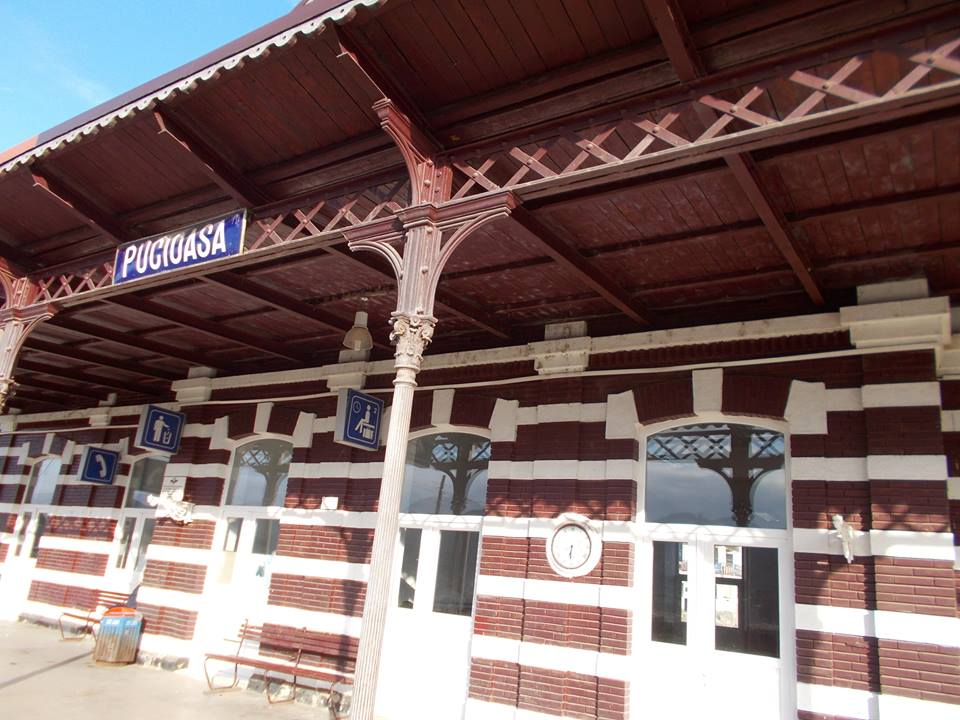
Estació de tren de Pucioasa

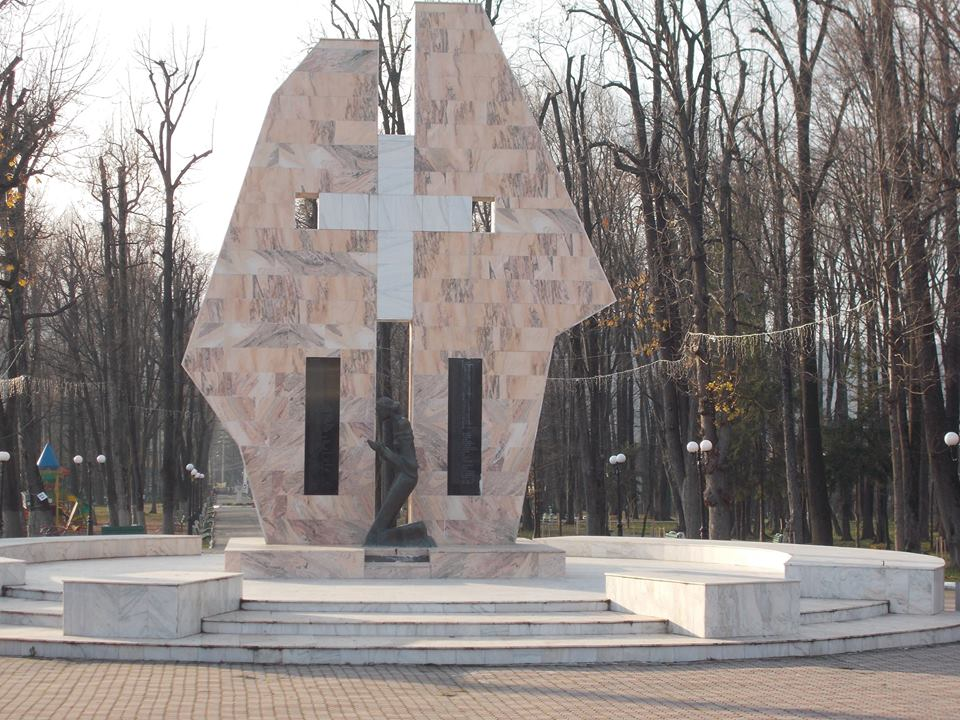
Monument de la Segona Guerra Mundial

## Fills il·lustres
- Constantin Marinescu
- Alexandru Bădoiu
- Cristian Bălașa
- Ròmul Ciobanu
- Florentin Rădulescu